# Podisma teberdina
Podisma teberdina är en insektsart som beskrevs av Willy Adolf Theodor Ramme 1951. Podisma teberdina ingår i släktet Podisma och familjen gräshoppor. Inga underarter finns listade i Catalogue of Life.